# Jarosław Zieliński (pianista)
Jarosław Zieliński (ur. 31 marca 1844 w Lubyczy Królewskiej, zm. 25 lipca 1922 w Santa Barbara w Kalifornii) – amerykański pianista, kompozytor, pedagog i krytyk muzyczny pochodzenia polskiego.

## Życiorys
Studiował w Konserwatorium Lwowskim u Karola Mikulego, później w Konserwatorium Wiedeńskim u Juliusza Schulhoffa.
Walczył w powstaniu styczniowym i został ranny. Wyemigrował w 1864 do USA, gdzie wstąpił do kawalerii i uczestniczył w wojnie secesyjnej po stronie Unii. Po zakończeniu wojny powrócił do zawodu muzyka. Mieszkał w Nowym Jorku, Buffalo, Detroit, Grand Rapids i od 1910 w Los Angeles, gdzie założył trio fortepianowe i został dyrektorem szkoły muzycznej. Skomponował wiele utworów fortepianowych i wokalnych, zdobył uznanie jako krytyk muzyczny i znawca muzyki Europy Wschodniej.
Zbiory biblioteki nutowej Zielińskiego stały się zalążkiem działu nut biblioteki miejskiej w Los Angeles.